# Basiliek van San Domenico
De Basiliek van San Domenico is een basiliek in de Italiaanse stad Bologna. De patroonheilige is Dominicus Guzman, stichter van de orde van de dominicanen. Zijn resten zijn bewaard in de kerk, in een schrijn gemaakt door Nicola Pisano, Arnolfo di Lapo, later aangepast door Niccolò dell'Arca en Michelangelo.

## Geschiedenis
Toen Dominicus Guzman hier in 1218 kwam was hij onder de indruk van de vitaliteit van de bewoners en zag snel in dat deze universiteitsstad belangrijk zou zijn voor de missie. Een klooster werd gesticht bij de Mascarella-kerk (niet heropgebouwd na een bombardement in de Tweede Wereldoorlog). Omdat dit klooster snel te klein werd, verhuisde men in 1219 naar een kleine kerk (San Nicolò van de wijngaard) aan de rand van de stad, gebouwd op de locatie van de huidige basiliek. Dominicus hield hier in 1220 en 1221 de twee eerste conclaven van de orde. Hij stierf op 6 augustus 1221 in deze kerk.
Tussen 1219 en 1243 kochten de dominicanen alle percelen rond de kerk op. Na de dood van hun stichter werd de bestaande kerk uitgebreid en tussen 1228 en 1240 verrees een nieuw kloostercomplex. De apsis van de kerk werd afgebroken en het schip werd uitgebreid zodat de kerk uiteindelijk uitgroeide tot een basiliek. Het gebouw werd het prototype voor vele andere dominicanenkerken in de wereld. In de loop van de volgende eeuwen en voornamelijk in de 15e werd de kerk verder vergroot met onder andere zijkapellen. Een romaans-gotische klokkentoren werd toegevoegd in 1313. Tussen 1728 en 1732 werd het interieur volledig vernieuwd in zijn huidige barokke stijl met geldelijke steun van dominicaanse paus Benedictus XIII.

## Kunstschatten
In de kerk zijn tal van belangrijke werken te zien van onder meer een aantal Italiaanse schilders zoals Filippino Lippi, Michelangelo (twee vroege beeldjes van engelen bij de schrijn van de Heilige Domenicus), Guido Reni en een kruisbeeld van Giunta Pisano.
Tijdens zijn verblijf in 1770 in Bologna bespeelde de jonge Wolfgang Amadé Mozart ter voorbereiding van een compositieexamen afgenomen aan de plaatselijke Accademia Filarmonica di Bologna waarover de invloedrijke musicus, componist en muziektheoreticus Giovanni Battista Martini de scepter zwaaide.
Op het plein voor de kerk staat een zuil bekroond met het beeld van Dominicus en twee opmerkelijke graftombes.

## Galerij

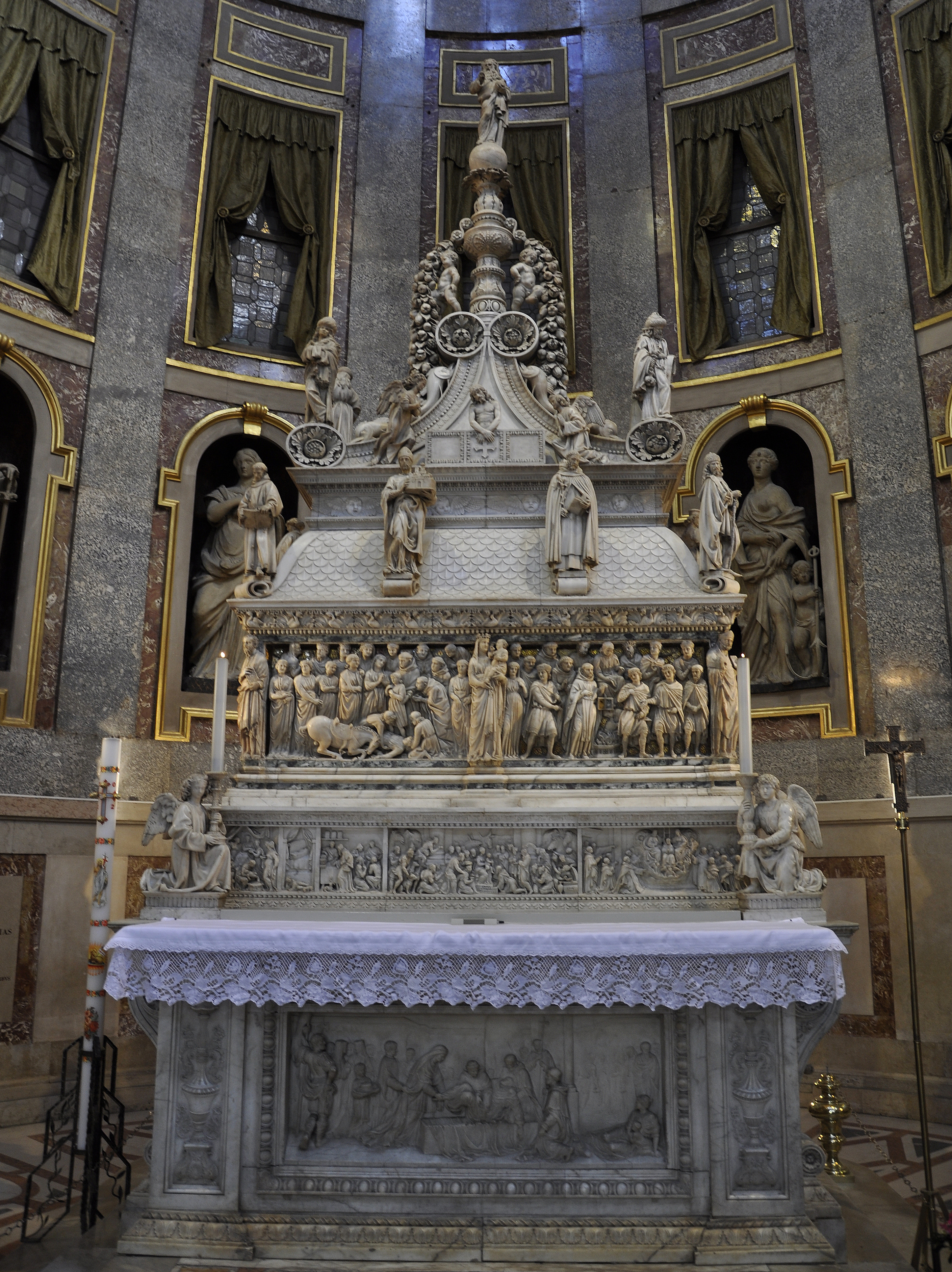
Het schrijn van Dominicus
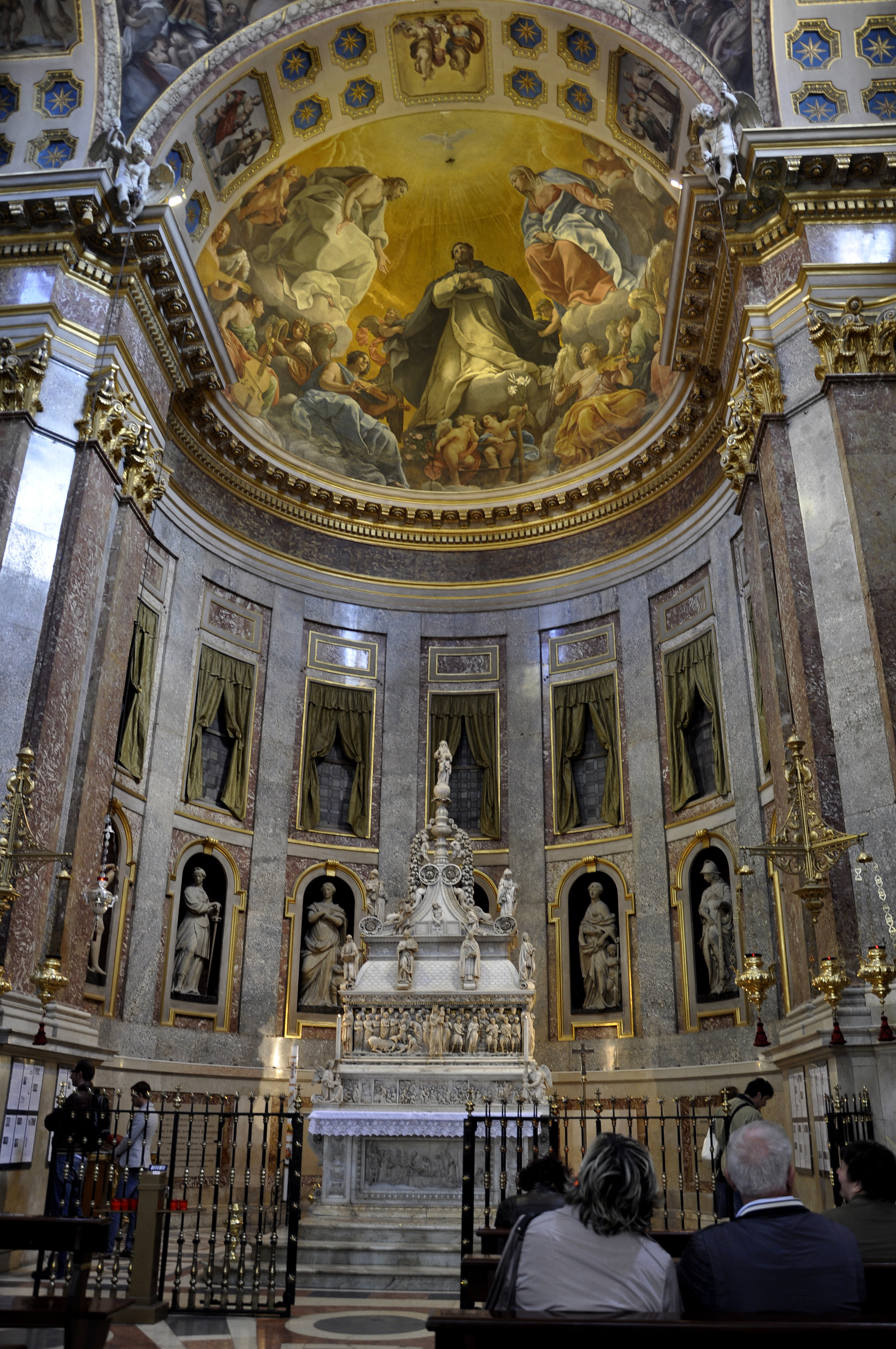
De hemelvaart van Dominicus van Guido Reni in de apsis
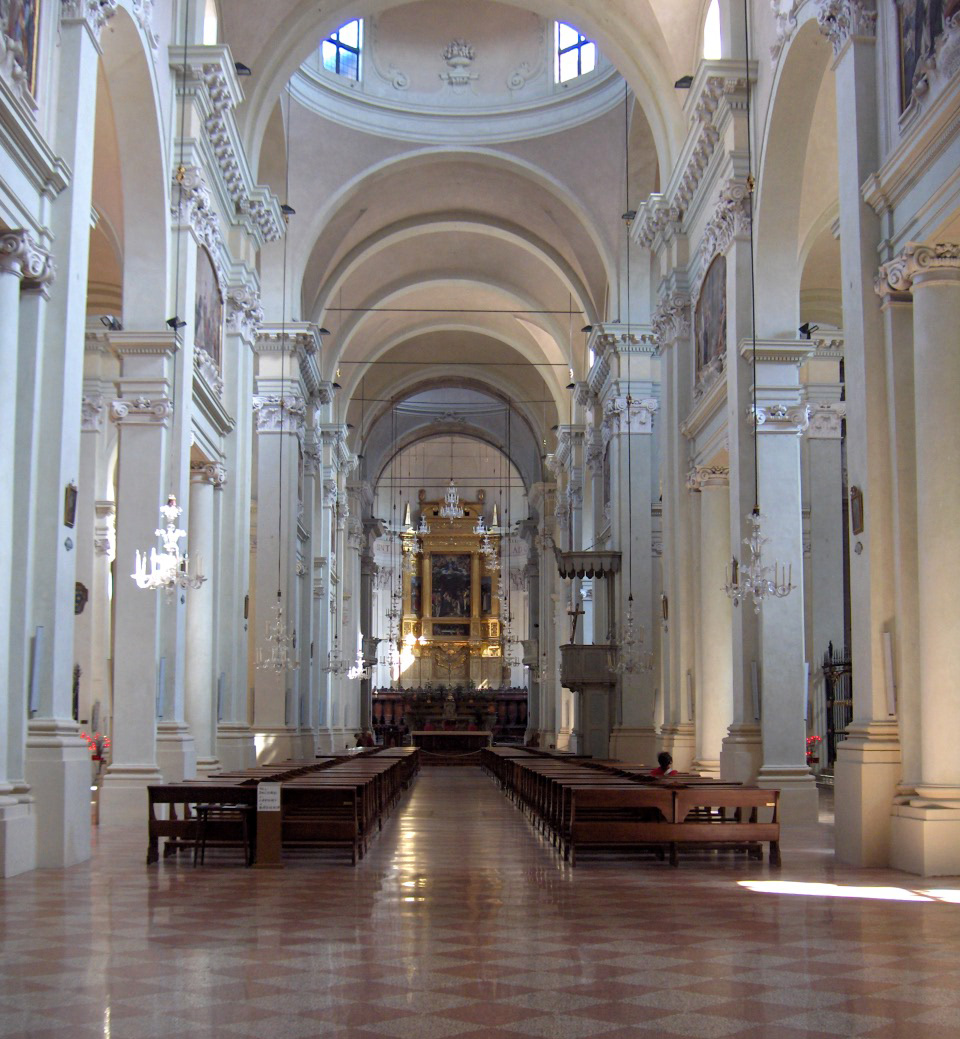
Het schip
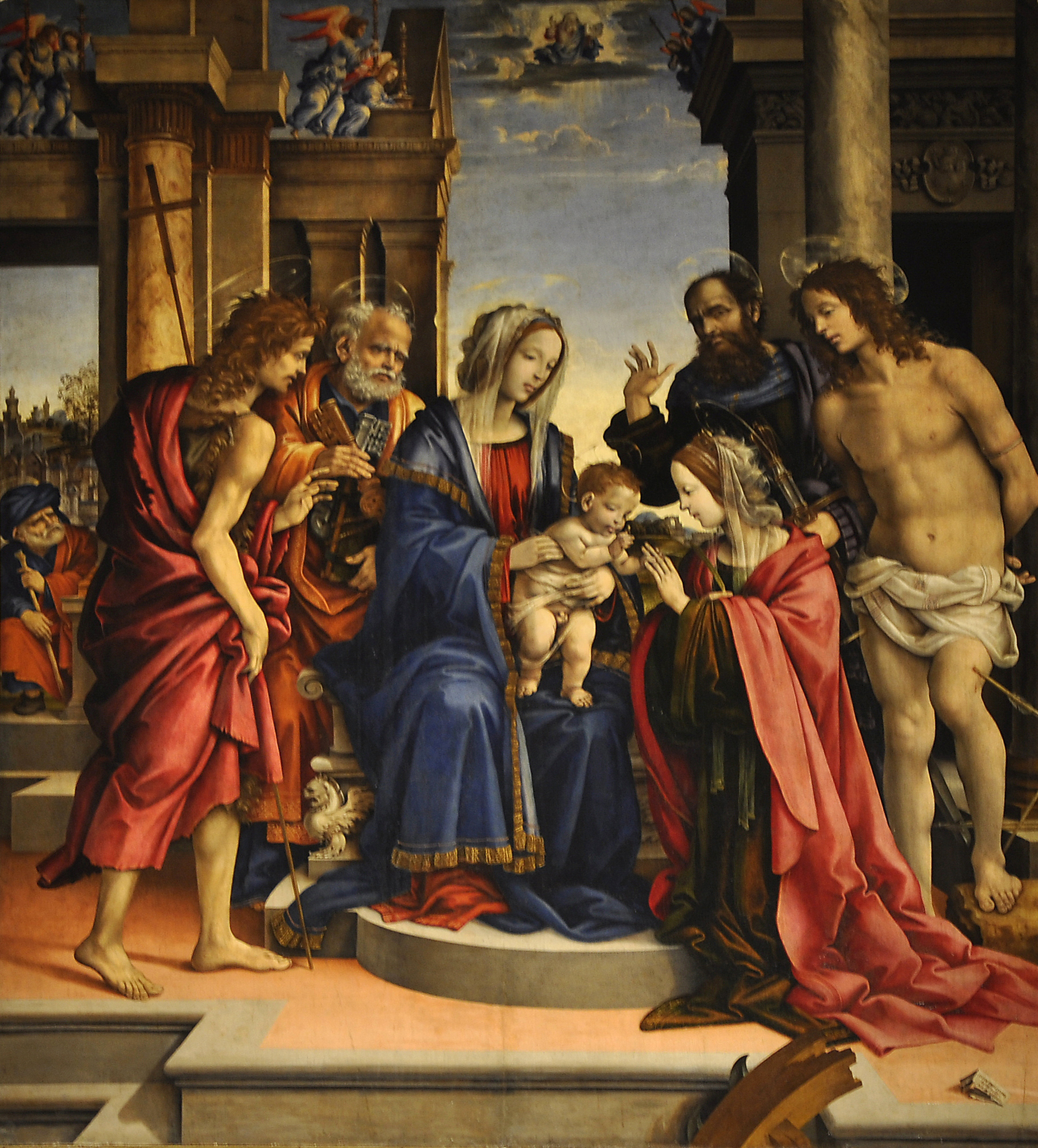
Mystiek huwelijk van de heilige Catharina (1501) van Filippino Lippi
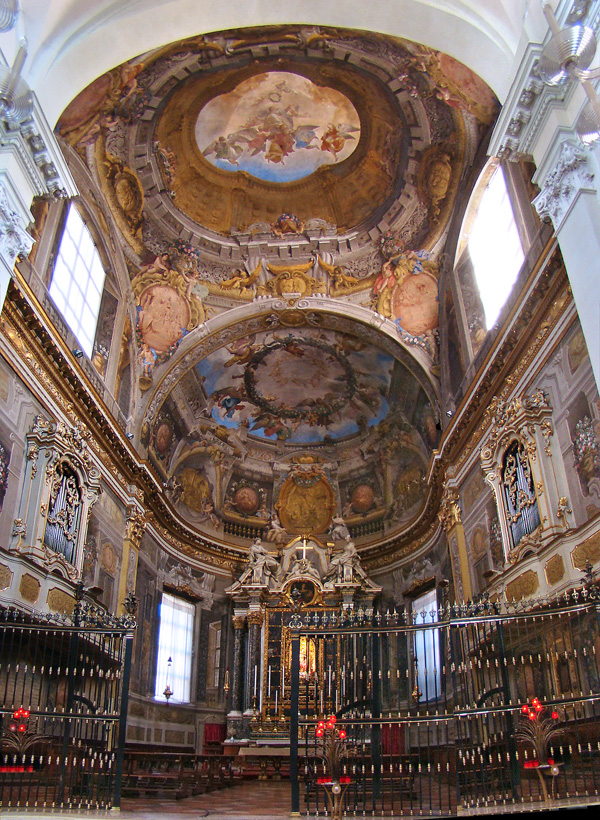
De rozenkranskapel
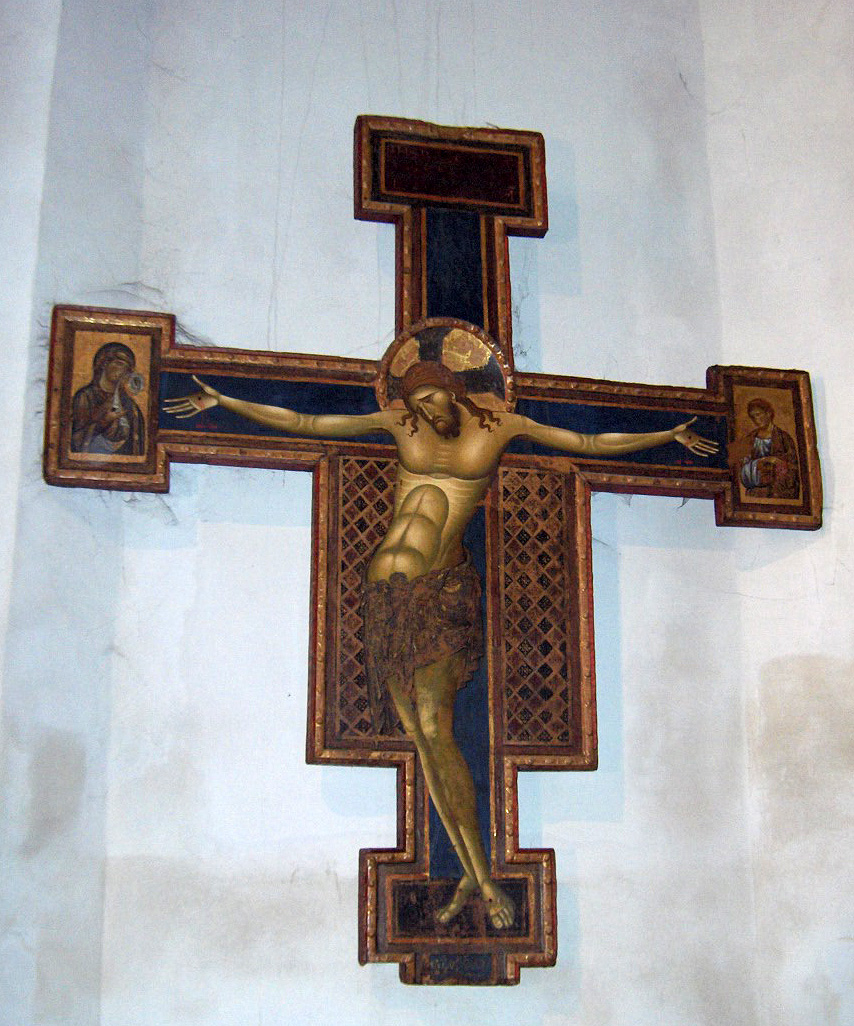
Het kruisbeeld van Giunta Pisano
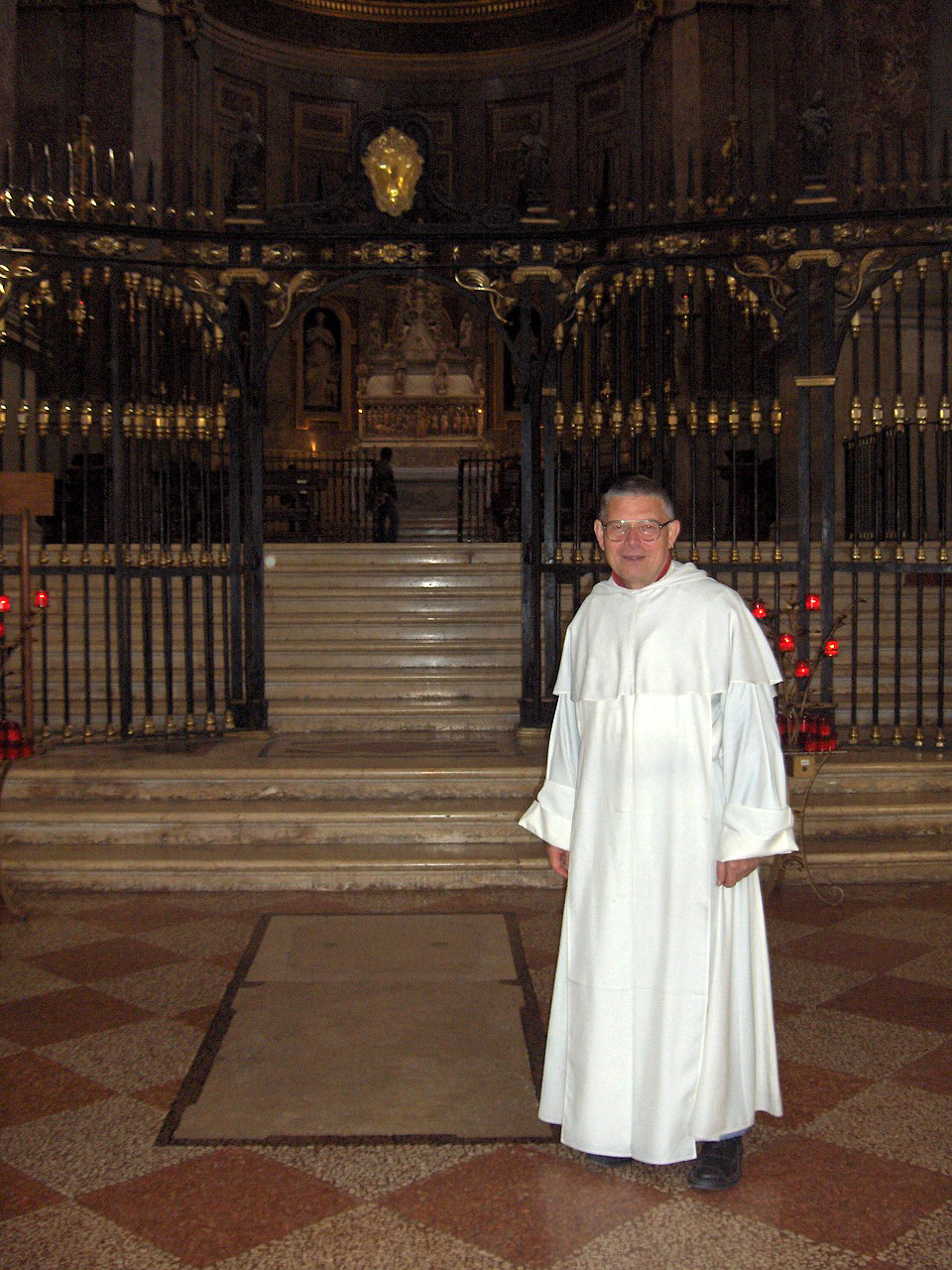
Een dominicaan in de basiliek

- Gemeinsame Normdatei: 4358336-2
- Library of Congress Control Number: n79021945
- MusicBrainz: 0f168561-9cda-4a6c-baec-5971632fd559
- Nationale Bibliotheek van Israël: 987007585463705171
- Virtual International Authority File: 293479551